# Arlésienne
Pour les articles homonymes, voir L'Arlésienne.
Une arlésienne (personnage invisible ou personnage fantôme) est un type de personnage de fiction qui est décrit ou mentionné, mais qui n'apparaît pas en chair et en os. Ce terme est issu de la nouvelle d'Alphonse Daudet L'Arlésienne, ou plus précisément de la pièce de théâtre homonyme qui en fut tirée.
Dans le Dictionnaire des personnages du cinéma, Yann Tobin (alias N.t. Binh) définit ainsi la notion d'arlésienne : « Seront désignés sous ce nom les personnages décisifs d'une intrigue qui, pour une raison ou une autre, n'apparaissent pas à l'écran ». Si cette notion existe également dans les autres langues (voir liens), elle porte un autre nom, sans rapport avec Arles ou Daudet.

## Caractéristiques

### Notoriété du personnage
Ce type de personnage est délimité par deux extrêmes :
- le « personnage inexistant » : par exemple un leurre comme l'espion George Kaplan à l'origine des problèmes du personnage interprété par Cary Grant dans La Mort aux trousses (Alfred Hitchcock, 1959) ;
- le « personnage "trop existant" » : ceci regroupe les personnages historiques, ou trop connus pour qu'un acteur prête ses traits, mais néanmoins nécessaires à une intrigue.

Dans ce type, N.T. Binh énumère :
- Dieu dans La Bible (John Huston, 1966) ;
- Jésus dans Ben-Hur (William Wyler, 1959) ;
- Gandhi dans La Croisée des destins (George Cukor, 1956) ;
- ou encore Horatio Nelson dans Le Pacte (Henry King, 1936).

### Présence du personnage
De nombreuses œuvres de fiction comprennent ainsi des personnages qui, bien qu'étant en interaction régulière avec les autres personnages et qui influencent les événements, ne sont ni vus ni entendus par le public. Ils ne possèdent pas le pouvoir de l'invisibilité, seulement ils sont volontairement cachés ou mis hors du champ de vision du spectateur ou du lecteur par les auteurs. Dans la pièce de théâtre En attendant Godot de Samuel Beckett, les personnages principaux attendent la venue d'un certain Godot pendant toute la durée de la pièce. Celui-ci n'arrive jamais.
Dans sa comédie Les Œufs de l'autruche, qui met en scène un père de famille colérique forcé de s'apercevoir que l'un de ses fils est homosexuel et le second entretenu par une comtesse polonaise, André Roussin choisit de ne pas faire apparaître le premier des fils, surnommé Lolo, et fait dire au père, quelques minutes avant la fin de la pièce : « On vient interviewer Lolo à deux heures précises […] Il peut se montrer un peu tout de même ! La maison est devenue une fourmilière : on passe son temps à entrer, à sortir, à courir dans la chambre de Monsieur ! Lui, on ne le voit pas ! On ne le voit jamais ! C'est l'Arlésienne ! »
Les séries télévisées, les films, les bandes dessinées et les pièces de théâtre présentent également des personnages dont la voix est entendue (ou dessinée sous forme de bulle) mais qui ne sont pas montrés ou seulement partiellement au public. Ainsi, J. Fieschi explique le cas où le narrateur d'un film est également une Arlésienne. Prenant l'exemple de Chaînes conjugales (Joseph Mankiewicz, 1949), il illustre le cas particulier de la narratrice, une jeune femme dont on ne voit jamais le visage. La voix de Celeste Holm donne vie au personnage mais à aucun moment, on ne voit son visage.
Dans le film Cuisine et dépendances, tiré d'une pièce de théâtre, l'histoire se bâtit autour d'une réception mondaine. Aucune scène ne se déroule dans la pièce de réception, mais seulement dans les pièces secondaires de l'appartement, et deux personnages dont celui qui est central dans le scénario n'apparaissent jamais à l'écran.
Dans Phone Game (Joel Schumacher, 2002), le tueur embusqué peut également être considéré comme une arlésienne. Ce personnage est essentiel au déroulement du scénario mais seule sa voix le fait exister tout au long du film. Il semble néanmoins qu'il apparaît dans la dernière scène du film, où le héros discerne péniblement un homme (interprété par Kiefer Sutherland, également la voix du tueur) qui paraît être le véritable tireur.
Dans la saga Terminator, John Connor est une arlésienne dans le premier film, où il est mentionné et décrit par le soldat Kyle Reese, qu'il a d'ailleurs envoyé dans le passé pour protéger sa mère Sarah.
Le recours à l'Arlésienne a plusieurs origines. Il peut s'agir d'un gag récurrent ou d'humour de connivence, comme le rédacteur en chef dans la bande-dessinée Pif le chien, toujours caché derrière des volutes de fumée provenant de sa pipe, Monsieur Charles Dupuis dans les bandes-dessinées de Gaston Lagaffe, le ministre de l'Éducation Nationale dans Les Profs (pour rester intemporel) ainsi que la femme du lieutenant Columbo qu'il aime citer régulièrement mais qui n'est jamais montrée dans la série.
Les auteurs choisissent également ce type de personnage pour accentuer son côté dangereux ou angoissant. Dans la série télévisée Heroes, le personnage de Sylar n'apparaît véritablement qu'au bout de neuf épisodes, alors que son nom est régulièrement évoqué par plusieurs autres personnages depuis le premier épisode. Le créateur Tim Kring et le scénariste de la série Jeph Loeb expliquent qu'ils se sont volontairement inspirés du requin du film Les Dents de la mer pour créer une attente et rendre le personnage beaucoup plus inquiétant. Dans le dessin animé l'Inspecteur Gadget, l'ennemi juré du héros, le sinistre docteur Gang, inspiré de Ernst Stavro Blofeld, (lui aussi une arlésienne, dans deux des quatre premiers James Bond), n'est jamais entièrement dévoilé à l'écran. Seules sa voix et sa main sont connus des téléspectateurs (bien qu'une figurine-jouet vendue au marché montrait son visage, mais il fallait l'acheter pour le dévoiler). Autres exemples en bande dessinée : Le leader dans la série Michel Vaillant, et Monsieur Choc dans Tif et Tondu.
Toutefois, garder le mystère du personnage peut être mis en place par les auteurs pour apporter une touche originale à leur œuvre de fiction.
- Dans la série télévisée Magnum, Thomas Magnum est engagé par le célèbre écrivain Robin Masters pour surveiller sa propriété à Hawaï et les invités qu'il peut recevoir. C'est l'un des personnages les plus importants de la série. Magnum ou Higgins, un autre personnage, parlent de lui très régulièrement. Pourtant, il n'apparaît pratiquement jamais à l'écran sauf dans de rares occasions et uniquement de dos[4]. L'une des intrigues pour le public est de découvrir qui se cache derrière le nom de Robin Masters. Lors d'un épisode, Higgins avoue qu'il est l'écrivain avant de se rétracter. À ce jour, les producteurs se refusent toujours à révéler la véritable identité du personnage.
- À la même époque, le personnage de Charlie Townsend dans Drôles de dames est l'une des caractéristiques de la série. C'est le responsable de l'agence de détectives privés et les héroïnes lui font un compte-rendu dans chaque épisode. Or, les téléspectateurs ne l'entendent que par l'intermédiaire d'un interphone ou un téléphone et n'aperçoivent que son dos ou ses bras, mais il est continuellement accompagné de jolies filles. À la fin de la série, il est apparu dans un costume de chirurgien avec un masque et dans l'adaptation cinématographique, on ne voit que l'arrière de sa tête puis on ne le voit qu'à distance.
- How I Met Your Mother fait également de son personnage-titre (la mère des enfants du protagoniste principal et narrateur) une arlésienne pendant huit saisons, le visage notamment dissimulé sous un parapluie jaune avant d'être révélé pour la dernière année, où le personnage est davantage développé. Tout au long de ses neuf saisons, la série est en effet supposée suivre le récit menant à la rencontre avec cette « mère », rencontre qui n'a lieu qu'à la fin.

Ces personnages cachés apparaissent dans tous les genres de fiction, mais principalement dans les séries télévisées. Dans ce type de programme, ils peuvent être davantage développés et durer beaucoup plus longtemps qu'au cinéma ou au théâtre (un film ou une pièce ne dure en moyenne que deux heures environ).

## Variantes populaires
« Jouer l'arlésienne » est une expression qui désigne, dans l'usage populaire, une personne qui occupe les esprits et les conversations sans se montrer ou, s'étant mise en marge de la société, essaye de vivre en dehors du système sans jamais être vue.
Une autre définition populaire décrit une « arlésienne » comme une chose ou un événement dont on parle souvent, qu'on attend, mais qui n'aboutit pas, ne se produit pas ou ne vient jamais. On parle alors d'« arlésienne » comme on évoque « la Saint-Glinglin » ou « les Calendes grecques ».